# Alice Town
Alice Town – miasto na Bahamach; na wyspie North Bimini; 1143 mieszkańców (2013) Ośrodek turystyczny. Szesnaste co do wielkości miasto kraju.